# Trachysalambria malaiana
Trachysalambria malaiana är en kräftdjursart som först beskrevs av Heinrich Balss 1933.  Trachysalambria malaiana ingår i släktet Trachysalambria och familjen Penaeidae. Inga underarter finns listade i Catalogue of Life.